# Atrytonopsis lunus
Atrytonopsis lunus is een vlinder uit de familie van de dikkopjes (Hesperiidae). De wetenschappelijke naam van de soort is voor het eerst geldig gepubliceerd in 1884 door William Henry Edwards.